# Djehutihotep

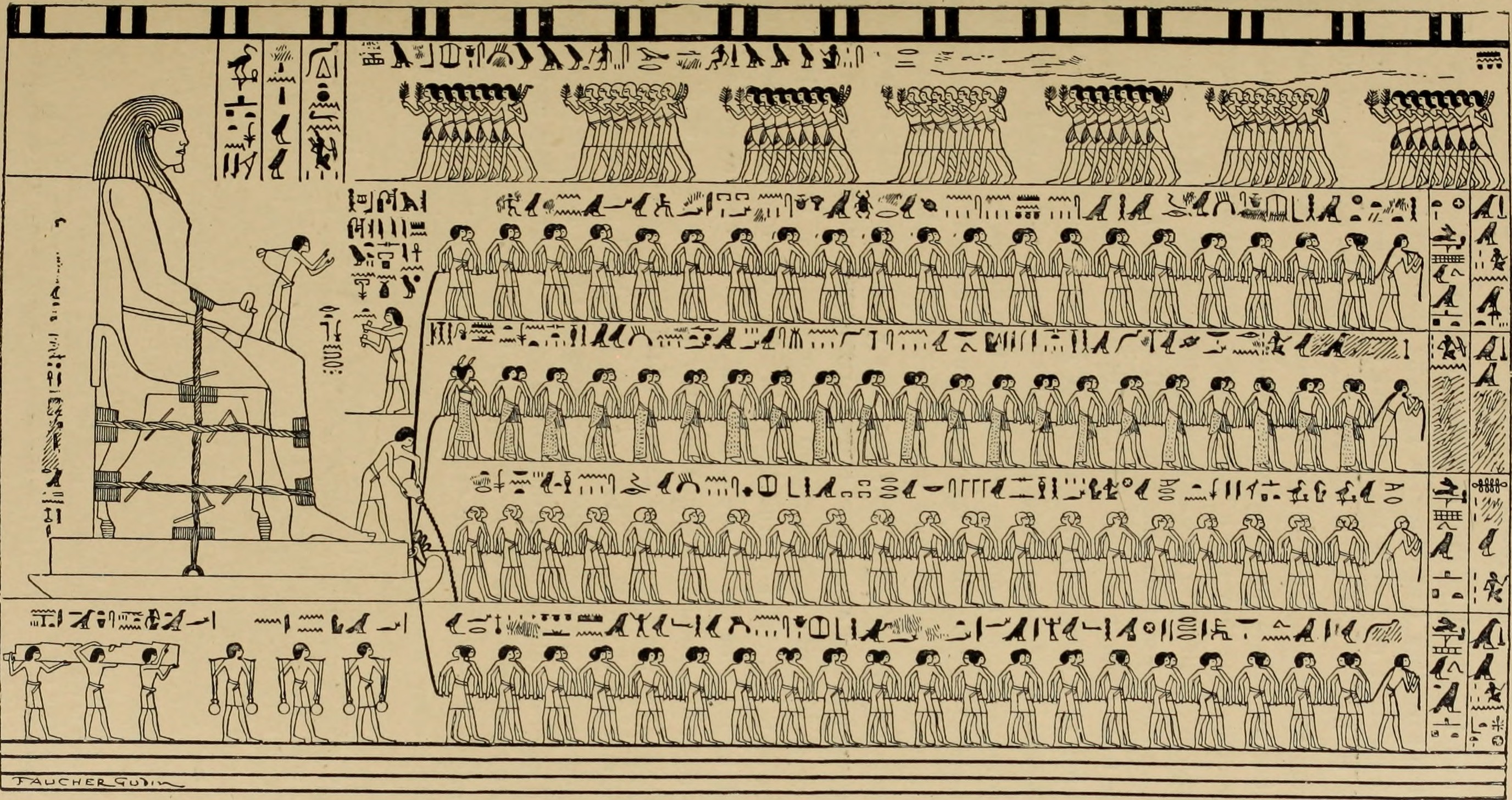
Transport einer Kolossalstatue

Djehutihotep war ein altägyptischer lokaler Fürst des 15. oberägyptischen Gaues („Hasengau“). Er ist vor allem von seiner Grabanlage in Dair al-Berscha bekannt, die wiederum wegen der Darstellung des Transportes einer Kolossalstatue Bekanntheit erlangte. Djehutihotep amtierte unter den Königen Amenemhet II., Sesostris II. und Sesostris III.
Djehutihotep stammte aus der lokalen Fürstenfamilie. Seine Mutter war Satcheperka und sein Vater ein Beamter mit dem Namen Kay, der wiederum der Bruder des lokalen Fürsten Djehutinacht (VI.) war. Djehutihotep trug zahlreiche Titel; er war Bürgermeister (Hatia), Vorsteher der Priester und auch Gaufürst. Sein Grab in Dair al-Berscha ist relativ gut erhalten. Die Szenen in der Grabkapelle zeigen den Transport einer Kolossalstatue und Reihen von Beamten, die Djehutihotep ihre Aufwartung machen. Auch die Familie des Djehutihotep ist dargestellt. Daneben gibt es zahlreiche Szenen, die Bauern und Handwerker bei der Arbeit zeigen. Horamenianchu war der Künstler, der die Kapelle ausgestaltete. Er ist mehrmals in der Grabdekoration dargestellt.
Djehutihotep war der letzte lokale Fürst mit einem Grab in Dair al-Berscha.